# ふりぃきぃ〜はいすく〜る
『ふりぃきぃ～はいすく～る』 は、2016年6月9日より2017年9月6日までフジテレビジョンの情報バラエティー番組『＃ハイ_ポール』内のミニアニメーションとして放送されたシュールなコンテンツ。

## 設定
町外れの丘の上にぽつんと立つ私立忌梨（いみなし）高校、通称「ふりぃ～き～はいすく～る」。数学の先生は定時であがって今日もパチスロ三昧、体育の先生なのに体は骨と皮だけ。御年４０００才、国の始まりを知る生き字引のくにつくり先生。・・・なんか変な先生ばっかり。 先生が先生なら生徒も生徒で、野球部の「ウーキーズ」は１勝もしたことがないらしい。毎日球でバットを打ってます。 売店のカワイイ娘はみんなゾンビ、といった世界観で1本20秒程度の長さのアニメが90分の番組中に5本放送されていた。 

## 内容
観る人をぽかんとさせつつも、「解る人にだけだけは解る」といったようなエッジの利いたアンスラップスティックなコンテンツで、番組スタート時から2カ月遅れて最後まで1年と4カ月をレギュラー放送。グッズ展開はフジテレビジョンおよびクリーク・アンド・リバー社と作者のOKNの共同事業として行っていた。

## 登場キャラクター
肩 強(かたつよし)
ミス・ハイスクール
イチゴミルク
ゴスロリー
アニー・ソン先生
鉄仮面先生
クニツクリ先生
多摩 速(たまはやお)
内野 庵太(ないやあんだ)
類 盗(るいぬすむ)
ハボック星人先生
スロットマン先生
深海潜(しんかいもぐる)先生
骨 豊（ほね ゆたか）先生

## キャスト
- 岡本未来
- 谷内友美

## スタッフ
- 企画 - 『ふりぃきぃ～はいすく～る』　OKN フジテレビジョン
- 演出 - OKN
- 脚本 - 尾中たけし
- キャラクターデザイン - OKN
- アニメーション制作 -  OKN
- 録音 -久慈匡教（コスモ・スペース）
- プロデューサー - 則松彗（フジテレビ）
- プロデューサー -中島知子（クリーク・アンド・リバー社）
- 制作著作 - フジテレビ　クリーク・アンド・リバー社　OKN(放送時)
- 著作　- OKN/スタジオ・オカノーション(現在)